# 舒文 (道光進士)
舒文（1810年—？），董鄂氏，字彬甫，號質夫，满洲正红旗人，清朝进士、政治人物。
道光甲午举人，乙未进士。道光十六年四月，授翰林院编修。始祖为开国五大臣何和礼，父恩铭（榜名恩寧），嘉庆戊辰科進士，妹妹嫁奉恩将军奕連，妻子爱新觉罗氏，奉恩镇国公永康之女。